# アルダー・プロパティズ
アルダー・プロパティズ・プロジェクト（شركة الدار العقارية ,Aldar Properties PJSC）は2001年に設立されたアブダビ（アラブ首長国連邦）持株会社であり不動産会社。最高企業支援責任者（Chief Corporate Support Officer）はアブダラ・エッサ・ザムザム（Abdalla Essa Zamzam）。

## 概要
アル・ラハ・ガーデン（Al Raha Gardens）、ヤス島（Yas Island）、アル・ガーム・リゾート（Al Gurm Resort）やアブダビ・セントラル・マーケット（Abu Dhabi Central Market）などの開発の計画を担当している。また、ヤス島に建設されたフェラーリ・ワールドや、F1のアブダビグランプリが開催されるヤス・マリーナ・サーキットの主要な開発業者である。

## スポンサー
- 2007年に、F1チームであるスパイカーF1チームのスポンサーを務めていた。2008年初期においてはフォース・インディアチームのスポンサーを務めていた。